# Édouard Poppe
Pour les articles homonymes, voir Poppe.
Le bienheureux Édouard Poppe, né le 18 décembre 1890 à Temse (Belgique) et mort le 10 juin 1924 à Moerzeke (Belgique), est un prêtre catholique belge du diocèse de Gand qui fut apôtre de l'Eucharistie et de la Mission. Béatifié en 1999, il est liturgiquement commémoré le 10 juin.

## Biographie

### Jeunesse et formation
Édouard Poppe est né le 18 décembre 1890 à Tamise (Belgique) dans une modeste famille de boulangers installés au bord de l’Escaut. Il est l’aîné des onze enfants de Désiré Poppe et Josefa. Profondément religieux, les parents leur donnent une bonne éducation chrétienne. De la fratrie, trois mourront en bas âge, deux deviendront prêtres et trois religieuses.
À ses 13 ans, son père voulait l’envoyer à Anvers pour apprendre le métier de la pâtisserie et contribuer au commerce familial, mais il s’incline devant le désir de son fils qui souhaite devenir prêtre. Le garçon part à l'automne de 1904 au Petit-Séminaire à Saint-Nicolas-Waes pour y faire les humanités gréco-latines. Il obtient brillamment son diplôme de fin d’études secondaires.
Le 10 janvier 1907, le père d’Édouard meurt, et ce dernier songe à abandonner les études pour subvenir aux besoins de la famille. Mais frères et sœurs s’unissent pour lui permettre de continuer sur la voie sacerdotale.
En septembre 1910, Édouard est appelé au service militaire pour deux ans (1910-1912), dans la Compagnie universitaire à Louvain où il pourra commencer ses études de philosophie à l’université. À la caserne, on apprend bientôt son désir du sacerdoce, ce qui lui attire moqueries et provocations. En revanche, l'expérience de la vie militaire l'éclaire sur la misère humaine, et lui sera utile lorsqu'en 1922, on lui confiera l'aumônerie des séminaristes et des religieux tenus au service militaire. Après sa démobilisation, il passe sa dernière année à Louvain au Séminaire universitaire Léon XIII, fondé par le cardinal Mercier.
En septembre 1913, il commence ses études de théologie au grand séminaire de Gand, diocèse auquel il appartient.. La première guerre mondiale éclate et, le 1er août 1914, Édouard est mobilisé comme infirmier. il obtient, grâce au Cardinal Mercier, une dispense de ses obligations militaires, et revient au séminaire en avril 1915.
Édouard est ordonné prêtre, le 1er mai 1916,.

### Débuts dans le ministère
Le 16 juin, il est nommé vicaire à la paroisse Sainte-Colette de Gand, dans un quartier ouvrier. Le jeune prêtre est d’abord désorienté. C’est la guerre et le quartier connaît la misère. Édouard met toute sa foi et son enthousiasme à soulager les pauvres ; il visite les malades et blessés. Il s'occupe aussi activement de l'éducation religieuse des enfants,,. Il prend conscience alors de la déchristianisation grandissante des populations qui l'entouraient.
Dans le but de sanctifier les enfants par l'Eucharistie, il conçoit le projet d'une Ligue de communion qui sera « une association d'enfants qui aiment Jésus et veulent se sanctifier en se soutenant mutuellement et en donnant partout le bon exemple ». Dans les réunions de la Ligue, Édouard part du principe qu'il faut prêcher aux enfants non pas un demi-Évangile, comme certains font par crainte de les rebuter, mais l'Évangile intégral : la perfection chrétienne,,.
Mais très rapidement, Édouard est à bout de forces. Un repos total lui est imposé pendant un mois. Il le passe chez les Sœurs de la Charité de Melle. À son retour, son Curé, soucieux de sa santé, le décharge des réunions de la Ligue de communion, du patronage et des catéchismes. C'est un grand sacrifice que le jeune prêtre accepte par obéissance. Il écrit alors : « Le prix de l'obéissance monte au-dessus de toute estimation, quand nous songeons que Jésus, qui s'y soumet, est Dieu. Toute sa vie, sa vie d'enfant et de jeune homme, sa mission et sa mort – une mort sur la croix – fut un grand acte d'obéissance »,,.
Malgré les allégements et les soins qu'on lui procure, le jeune vicaire s'affaiblit; il est contraint de réduire de plus en plus son travail. Il demande à son évêque, en juillet 1918, un changement de ministère. Le 4 octobre, il est nommé à Moerzeke, où il sera l’aumônier de la communauté des religieuses de Saint Vincent de Paul, de 1918 à 1922. Il profite de ces années plus calmes pour écrire sur des sujets de préoccupation contemporains, par exemple les problèmes posés à cette époque par l'émergence du marxisme ou le matérialisme qui rongent à la fois l'Église et la société. Il n’oublie pas les enfants : son recueil Geestelijke leiding voor kinderen a un grand succès de librairie. Il est en outre grand promoteur de la dévotion eucharistique, surtout parmi les jeunes.
À la paroisse du village, l'abbé Poppe retrouve un condisciple du séminaire, devenu vicaire. Ils décident de faire ensemble une heure d'adoration du Très Saint-Sacrement, tous les jeudis soir, dans la chapelle du couvent. Entraînés par cet exemple, les résidents de la maison se joignent à eux; puis les prêtres attirent des enfants qui, à leur tour, amènent leurs parents. Bientôt la chapelle est pleine et l'abbé Poppe en profite pour faire une brève homélie, à laquelle s'ajoutent lectures et chants,,.

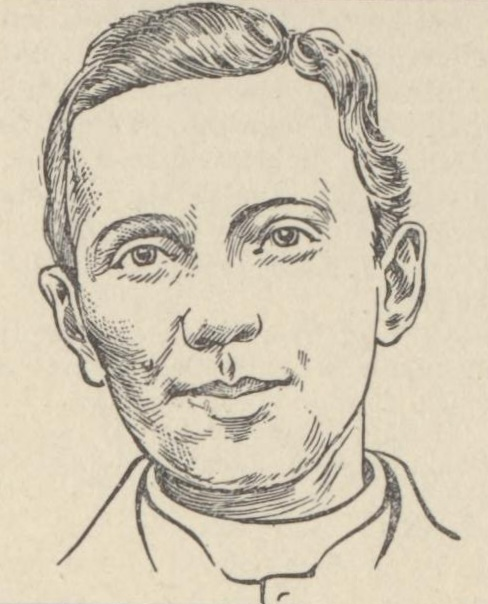
Edward Poppe

### Auprès des séminaristes à l'armée
Le cardinal Mercier avait remarqué l’influence bénéfique qu’Edouard Poppe avait sur les jeunes prêtres de son diocèse. En 1922, l'abbé Poppe est nommé directeur spirituel des séminaristes et religieux belges qui effectuent leurs premiers mois de service militaire au Centre d'Instruction pour Brancardiers Infirmiers [CIBI] de Bourg-Léopold, avant leur départ en Unité,.
Cependant des alertes sérieuses, des crises cardiaques mineures qui se succèdent, font que l’on commence à craindre pour sa vie. Il doit réduire ses activités. Il est déjà affaibli. Une nouvelle crise cardiaque en mars 1924 signale que la fin est proche. Il apprend à « se livrer, mains vides, au feu du brasier de l'amour de Dieu pour la sanctification de ses confrères ». 
L’abbé Edouard Poppe meurt, à Moerzeke, le matin du 10 juin 1924, dans sa 34e année.

## Spiritualité
Le 15 septembre 1920, l'abbé Poppe se rend en pèlerinage à Lisieux sur la tombe de sainte Thérèse de l'Enfant Jésus et de la Sainte Face. Il témoigne qu'il a reçu là « la plus grande grâce de sa vie ». Dorénavant, la petite voie de Sainte Thérèse sera son chemin intérieur. Sa forte activité apostolique puise sa force dans l'oraison.
Sa maison était ouverte à tous, elle devient lieu de prière et de vie. Il accueille et console, amenant les fidèles sur le chemin de la paix et de la réconciliation.
Il est membre du Tiers-Ordre franciscain.
Inspiré par l’ouverture eucharistique du pape Pie X, il a créé pour les enfants de sa paroisse une Ligue de communion qui préfigure la Croisade eucharistique. Ayant connu la maladie et l'épreuve, il rappellera aux malades que la prière est fondamentale pour la mission de l'Église.
Poppe est en avance sur son temps. Il s'est investi dans de multiples domaines, la catéchèse, l'apostolat des laïcs, le renouveau liturgique, les mouvements sociaux, avec cette parole : « Toi d'abord, les autres ensuite »,. 
L'abbé Poppe a beaucoup écrit : une dizaine de petits ouvrages, destinés surtout à encourager une vie chrétienne profonde et engagée, environ 300 contributions dans des revues et publications diverses, et des milliers de lettres.

## Notoriété et vénération
- En 1960 une chapelle Saint-Pie X fut construite dans le domaine du château près de l’église de Moerzeke pour y recevoir les restes mortels d’Édouard Poppe. Elle est populairement appelée le « sanctuaire du prêtre Poppe ». Des pèlerinages y sont organisés.
- Édouard Poppe a été béatifié le 3 octobre 1999 par le pape Jean-Paul II[1],[2]. A cette occasion le pape prononça ces mots : « Le Père Poppe, qui a connu l'épreuve, adresse un message aux malades, leur rappelant que la prière et l'amour de Marie sont essentiels à l'engagement missionnaire de l'Église ».
- Le bienheureux Edouard Poppe est liturgiquement commémoré comme « mémoire facultative » le 10 juin. Dans le diocèse de Gand, cette célébration a le rang de « mémoire obligatoire »[1].

## Citations
- À propos des écrits de sainte Thérèse : « Ce livre m'a donné plus de plaisir et de profit que n'importe quel ouvrage de philosophie; j'y ai appris des choses que des années d'études ne m'auraient pas fait découvrir ».
- À un prêtre qui le trouve devant le Saint Sacrement et lui demande ce qu'il fait : « Je ne fais rien; je tiens simplement compagnie à Notre-Seigneur. Je suis trop fatigué pour lui parler, mais je me repose près de lui ».
- À un ami député, sensible à la condition ouvrière : « Je demande à Dieu de vous donner de conformer vos convictions politiques et sociales à l'Évangile. Je serais heureux si même un seul député comptait sur Dieu pour obtenir un résultat valable de ses efforts ».

## Écrits
- La direction spirituelle des enfants, Paris, Éditions Pierre Téqui, 1978, 104 p. (ISBN 978-2-85244-326-6)
- Manuel de la catéchiste eucharistique, Paris, Éditions Pierre Téqui, 1978, 240 p. (ISBN 978-2-85244-325-9)
- Sous le regard de Dieu : "Conseils de perfection" et "Étincelles" (trad. du néerlandais de Belgique), Paris, Éditions Pierre Téqui, 2009, 128 p. (ISBN 978-2-7403-1512-5)
- L’Ami des petits, Saint-Maixant/61-Lonrai, Quentin Moreau Éditeur, 2020, 415 p. (ISBN 978-2-930788-27-2)

## Sources
- Lettre pastorale de Dom Antoine Marie, o.s.b, abbé
- L'Osservatore Romano : 1999 no 40 p. 1-3 - no 41 p. 2 - no 51 p. 17
- Documentation catholique : 1999 no 19 p. 965
- Pastoralia, revue de l'archidiocèse de Malines-Bruxelles, Ed septembre 2013.